# Mycetophila meridionalisa
Mycetophila meridionalisa är en tvåvingeart som beskrevs av Wu 1997. Mycetophila meridionalisa ingår i släktet Mycetophila och familjen svampmyggor. Inga underarter finns listade i Catalogue of Life.